# Cuanalan
Cuanalan (en náhuatl, Coanallan) es una población mexicana del municipio de Acolman, ubicada al oriente del municipio, en el Estado de México. Fue una localidad náhuatl, y actualmente es una pequeña ciudad en crecimiento dentro de la zona metropolitana del valle de México. 